# Allsvenskan de 2006
A Primeira Divisão do Campeonato Sueco de Futebol da temporada 2006, denominada oficialmente de Allsvenskan 2006, foi a 82º edição da principal divisão do futebol sueco. O campeão foi o IF Elfsborg que conquistou seu 5º título nacional e se classificou para a Liga dos Campeões da UEFA de 2007-08.

## Premiação
| Allsvenskan 2006                |
| Sweden                          |
| ------------------------------- |
| IF ELFSBORG Campeão (5º título) |